# Sabethes melanonymphe
Sabethes melanonymphe är en tvåvingeart som beskrevs av Dyar 1924. Sabethes melanonymphe ingår i släktet Sabethes och familjen stickmyggor. Inga underarter finns listade i Catalogue of Life.